# Солодкі грінки
Солодкі грінки— страва з хліба, розмоченого в яйці і потім підсмаженого. Готуються з пшеничного хліба, який попередньо змащуються яйцем, або вимочуються в молоці і посипаються цукром. Подаються до чаю, кави, какао, інших напоїв, або як самостійну страву. Як варіант, перед обсмаженням на сковороді вимочуються в льєзоні — суміші яєць і молока.

## У різних країнах

### Європа
Австрійський і баварський термін використовують «Павійський хліб», за назвою міста — Павія, Італія.
В Угорщині його зазвичай називають букассой (букв. «Пухнастий хліб»).

#### Франція
Страва була широко відома в середньовічній Європі. У Франції їх називали «втрачений хліб», що відображає використання несвіжого або інакше «втраченого» хліба. Також називали «золотим хлібом» через колір після обсмажування.

#### Іспанія

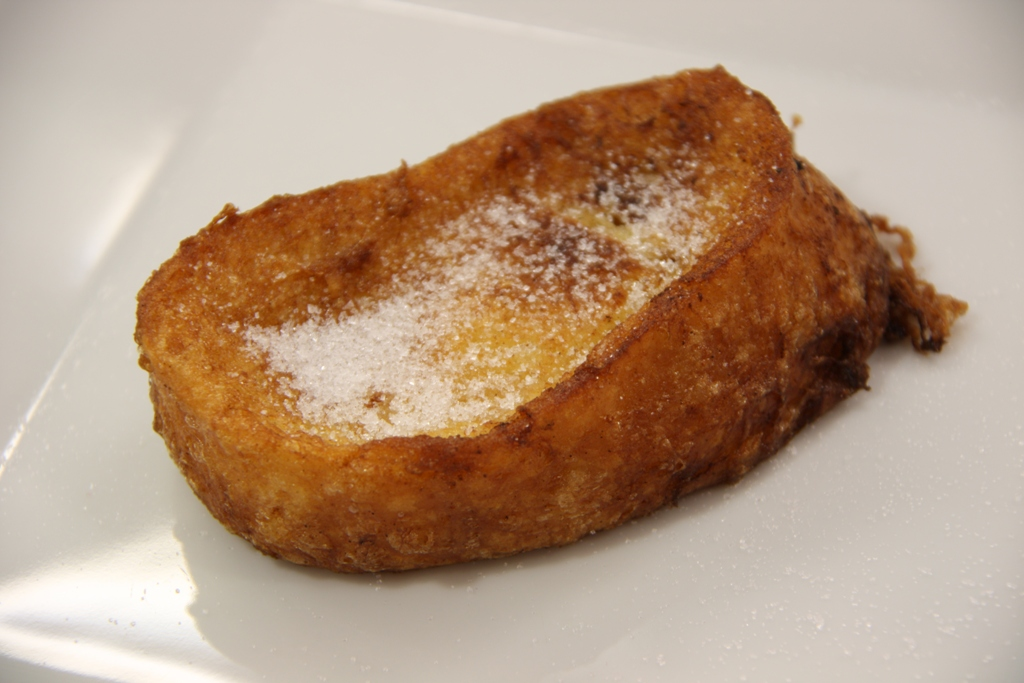
Торріхо з цукром

Іспанський варіант солодких грінок називається Торріха (ісп. torrija). Хліб розмочують у молоці і потім смажать. Можна полити оливковою олією і лимонним соком. Часто подаються з медом або цукром. Також поширений в латиноамериканських країнах.

### Північна Америка

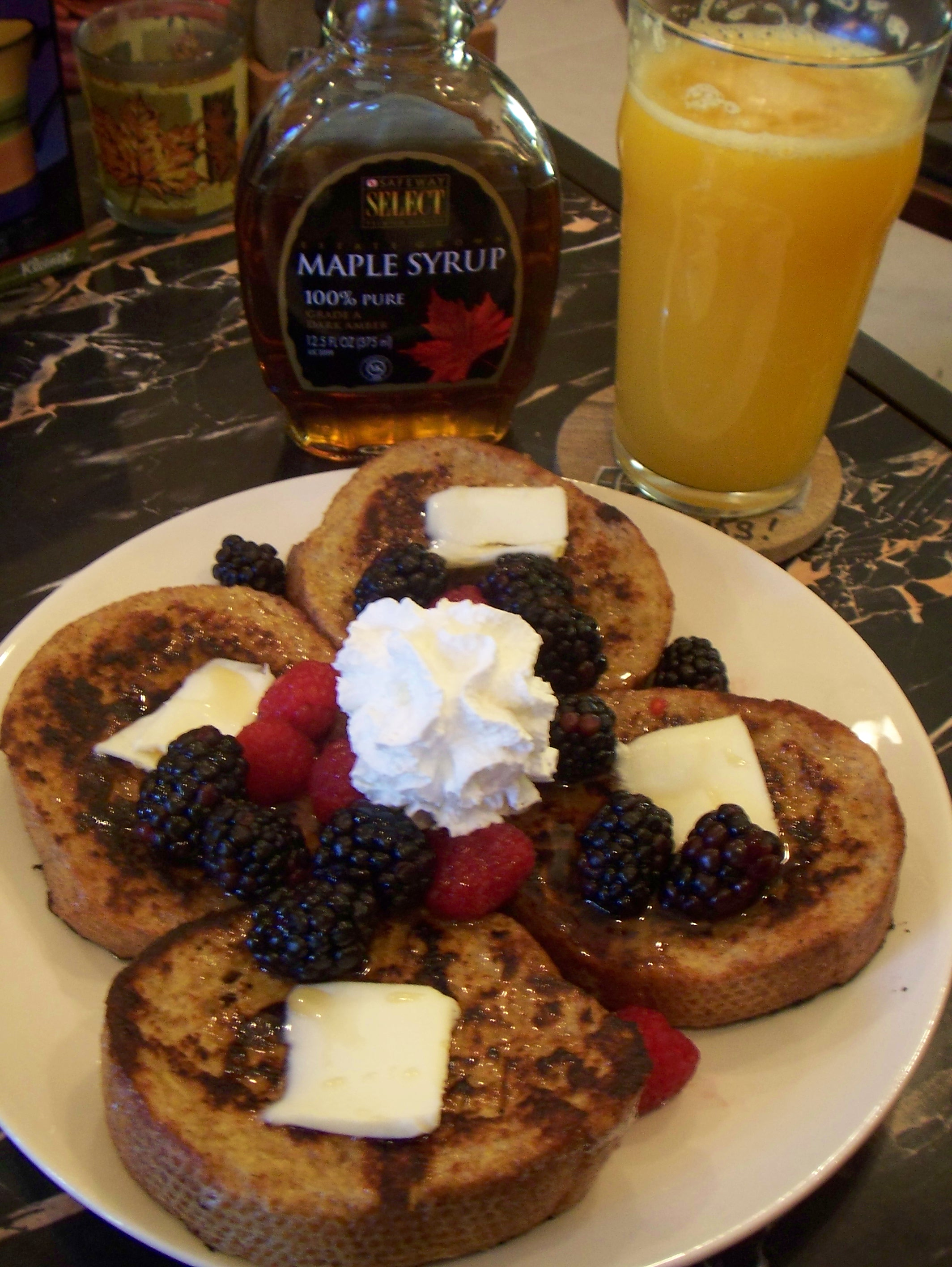
Французькі тости в Америці з фруктами, збитими вершками та кленовим сиропом

У США аналогічна страва називається «французькими тостами» (англ. French toast).

### Гонконг
Гонконзький французький тост (букв. «Західний тост») зазвичай готують комбінуванням кількох шматочків хліба з арахісовою пастою або джемом, потім занурюють у збите яйце і смажать. Подається з маслом і золотим сиропом або медом. Це типова пропозиція в гонконзьких чайханах (cha chaan teng).